# High Hopes (album)
High Hopes je osmnácté studiové album amerického hudebníka Bruce Springsteena, vydané v lednu 2014 u vydavatelství Columbia Records. Vedle nových písní obsahuje také několik nově nahraných písní, které vyšly již dříve. Jsou to například „High Hopes“ z roku 1995 či „The Ghost of Tom Joad“ z téhož roku. Přestože album oficiálně vyšlo až 14. ledna 2014, americký server Amazon.com jej kvůli chybě začal prodávat již koncem prosince 2013.

## Seznam skladeb
| Pořadí | Název                    | Autor                     | Délka |
| ------ | ------------------------ | ------------------------- | ----- |
| 1.     | High Hopes               | Tim Scott McConnell       | 4:57  |
| 2.     | Harry's Place            | Bruce Springsteen         | 4:04  |
| 3.     | American Skin (41 Shots) | Springsteen               | 7:23  |
| 4.     | Just Like Fire Would     | Chris Bailey              | 3:56  |
| 5.     | Down in the Hole         | Springsteen               | 4:59  |
| 6.     | Heaven's Wall            | Springsteen               | 3:50  |
| 7.     | Frankie Fell in Love     | Springsteen               | 2:48  |
| 8.     | This Is Your Sword       | Springsteen               | 2:52  |
| 9.     | Hunter of Invisible Game | Springsteen               | 4:42  |
| 10.    | The Ghost of Tom Joad    | Springsteen               | 7:33  |
| 11.    | The Wall                 | Springsteen Joe Grushecky | 4:20  |
| 12.    | Dream Baby Dream         | Martin Rev, Alan Vega     | 5:00  |

## Obsazení
- Bruce Springsteen – zpěv, kytara, perkuse, baskytara, varhany, syntezátory, klavír, banjo, mandolína, vibrafon, bicí, harmonium
- Roy Bittan – klavír, varhany
- Clarence Clemons – saxofon
- Danny Federici – varhany
- Nils Lofgren – kytara, doprovodné vokály
- Patti Scialfa – doprovodné vokály
- Garry Tallent – baskytara
- Steven Van Zandt – kytara, doprovodné vokály
- Max Weinberg – bicí
- Jake Clemons – saxofon, doprovodné vokály
- Charles Giordano – varhany, akordeon, klávesy
- Ed Manion – saxofon
- Tom Morello – kytara, zpěv
- Soozie Tyrell – housle, doprovodné vokály
- Ron Aniello – baskytara, syntezátory, kytara, perkuse, varhany, akordeon, vibrafon
- Sam Bardfeld – housle
- Everett Bradley – perkuse, doprovodné vokály
- Barry Danielian – trubka
- Josh Freese – bicí
- Clark Gayton – pozoun, tuba
- Stan Harrison – saxofon
- Curtis King – doprovodné vokály
- Cindy Mizelle – doprovodné vokály
- Michelle Moore – doprovodné vokály
- Curt Ramm – trubka, kornet
- Evan Springsteen – doprovodné vokály
- Jessica Springsteen – doprovodné vokály
- Samuel Springsteen – doprovodné vokály